# Roznoszenśke
Roznoszenśke (ukr. Розношенське) – wieś na Ukrainie, w obwodzie kirowohradzkim, w rejonie hołowaniwskim, w hromadzie Błahowiszczenśke. W 2001 liczyła 998 mieszkańców.